# Halowe Mistrzostwa Świata w Lekkoatletyce 2004 – bieg na 60 m przez płotki kobiet
Bieg na 60 m przez płotki kobiet – jedna z konkurencji rozgrywanych podczas halowych mistrzostw świata w lekkoatletyce w 2004. Eliminacje, półfinały oraz finał odbyły się 7 marca.
Do eliminacji zgłoszonych zostało 25 zawodniczek z 16 państw.
Zawody w tej konkurencji wygrała reprezentantka Kanady Perdita Felicien. Drugą pozycję zajęła zawodniczka ze Stanów Zjednoczonych Gail Devers, trzecią zaś reprezentująca Francję Linda Ferga-Khodadin.

## Wyniki

### Eliminacje
Źródło: 
Bieg 1
| Miejsce | Zawodniczka           | Państwo   | Wynik | Uwagi |
| ------- | --------------------- | --------- | ----- | ----- |
| 1.      | Lacena Golding-Clarke | Jamajka   | 7,90  |       |
| 2.      | Linda Ferga-Khodadin  | Francja   | 7,91  | SB    |
| 3.      | Aliuska López         | Hiszpania | 8,01  | SB    |
| 4.      | Jenny Kallur          | Szwecja   | 8,02  | PB    |
| 5.      | Flora Rendumi         | Grecja    | 8,05  |       |
| 6.      | Angela Whyte          | Kanada    | 8,17  |       |

Bieg 2
| Miejsce | Zawodniczka           | Państwo           | Wynik | Uwagi |
| ------- | --------------------- | ----------------- | ----- | ----- |
| 1.      | Perdita Felicien      | Kanada            | 7,91  |       |
| 2.      | Joanna Hayes          | Stany Zjednoczone | 8,01  |       |
| 3.      | Natalja Kriesowa      | Rosja             | 8,06  |       |
| 4.      | Nadine Faustin-Parker | Haiti             | 8,14  |       |
| 5.      | Ewangelia Nesudi      | Grecja            | 8,27  |       |
| 6.      | Lucie Škrobáková      | Czechy            | 8,29  |       |

Bieg 3
| Miejsce | Zawodniczka                 | Państwo           | Wynik | Uwagi |
| ------- | --------------------------- | ----------------- | ----- | ----- |
| 1.      | Gail Devers                 | Stany Zjednoczone | 7,88  |       |
| 2.      | Nicole Ramalalanirina       | Francja           | 7,93  | SB    |
| 3.      | Carmen Zamfir               | Rumunia           | 7,96  | PB    |
| 4.      | Juliane Sprenger-Afflerbach | Niemcy            | 8,05  |       |
| 5.      | Dainelky Pérez              | Kuba              | 8,08  |       |
| 6.      | Edit Vári                   | Węgry             | 8,24  |       |
| 7.      | Jauhenija Waładźko          | Białoruś          | 8,27  |       |

Bieg 4
| Miejsce | Zawodniczka            | Państwo         | Wynik | Uwagi |
| ------- | ---------------------- | --------------- | ----- | ----- |
| 1.      | Susanna Kallur         | Szwecja         | 7,91  |       |
| 2.      | Delloreen Ennis-London | Jamajka         | 8,00  |       |
| 3.      | Irina Szewczenko       | Rosja           | 8,02  | PB    |
| 4.      | Anay Tejeda            | Kuba            | 8,05  |       |
| 5.      | Glory Alozie           | Hiszpania       | 8,08  |       |
| 6.      | Sarah Claxton          | Wielka Brytania | 8,15  |       |

### Półfinały
Źródło: 
Bieg 1
| Miejsce | Zawodniczka           | Państwo           | Wynik | Uwagi |
| ------- | --------------------- | ----------------- | ----- | ----- |
| 1.      | Perdita Felicien      | Kanada            | 7,83  | NR    |
| 2.      | Joanna Hayes          | Stany Zjednoczone | 7,83  | PB    |
| 3.      | Lacena Golding-Clarke | Jamajka           | 7,86  | PB    |
| 4.      | Nicole Ramalalanirina | Francja           | 7,98  |       |
| 5.      | Jenny Kallur          | Szwecja           | 8,03  |       |
| 6.      | Anay Tejeda           | Kuba              | 8,18  |       |
| 7.      | Irina Szewczenko      | Rosja             | 8,35  |       |
| –       | Aliuska López         | Hiszpania         | DNF   |       |

Bieg 2
| Miejsce | Zawodniczka                 | Państwo           | Wynik | Uwagi |
| ------- | --------------------------- | ----------------- | ----- | ----- |
| 1.      | Gail Devers                 | Stany Zjednoczone | 7,88  |       |
| 2.      | Flora Rendumi               | Grecja            | 7,91  | NR    |
| 3.      | Susanna Kallur              | Szwecja           | 7,92  |       |
| 4.      | Linda Ferga-Khodadin        | Francja           | 7,92  |       |
| 5.      | Delloreen Ennis-London      | Jamajka           | 7,97  |       |
| 6.      | Natalja Kriesowa            | Rosja             | 8,01  |       |
| 7.      | Carmen Zamfir               | Rumunia           | 8,02  |       |
| 8.      | Juliane Sprenger-Afflerbach | Niemcy            | 8,05  |       |

### Finał
Źródło: 
| Miejsce | Zawodniczka           | Państwo           | Wynik | Uwagi |
| ------- | --------------------- | ----------------- | ----- | ----- |
| 01 !    | Perdita Felicien      | Kanada            | 7,75  | CR    |
| 02 !    | Gail Devers           | Stany Zjednoczone | 7,78  |       |
| 03 !    | Linda Ferga-Khodadin  | Francja           | 7,82  | NR    |
| 4.      | Joanna Hayes          | Stany Zjednoczone | 7,86  |       |
| 5.      | Susanna Kallur        | Szwecja           | 7,89  |       |
| 6.      | Lacena Golding-Clarke | Jamajka           | 7,89  |       |
| 7.      | Flora Rendumi         | Grecja            | 7,94  |       |
| 8.      | Nicole Ramalalanirina | Francja           | 8,01  |       |